# Saint-Albain
Saint-Albain é uma comuna francesa na região administrativa de Borgonha-Franco-Condado, no departamento Saône-et-Loire. Estende-se por uma área de 5,64 km². Em 2010 a comuna tinha 528 habitantes (densidade: 93,6 hab./km²).